# 235-й штурмовой авиационный полк
235-й штурмовой авиационный Проскуровский полк — воинская часть вооружённых сил СССР, принимавшая участие в Великой Отечественной войне.  

## История
Полк сформирован в июне 1941 года, на 22 июня 1941 года формировался в Ленинградском военном округе не имея материальной части и лётного состава.
В составе действующей армии с 21 июля 1941 по 21 октября 1941, с 11 июня 1942 по 13 декабря 1942 и с 9 июля 1943 по 11 мая 1945 года.
С 21 июля 1941 года, имея на вооружении самолёты И-153, в том числе, полученные из 7-го истребительного полка, начал действия на Карельском перешейке против финских войск и действует там до 21 октября 1941 года, когда был выведен в резерв, где был перевооружён штурмовиками Ил-2
Вновь попал на фронт 11 июня 1942 года. Действуя с аэродрома Печниково, начал боевую деятельность на Калининском фронте, действуя над Ржевом и Ржевским районом. С августа 1942 года принимал участие в Ржевско-Сычевской операции. Осенью 1942 года, действуя над  Осташковым, Великими Луками принимал участие в Великолукской операции. 13 декабря 1942 года полк был выведен в резерв: потери в личном составе полка превысили 70%. Находился в резерве вплоть до начала Курской битвы и с 9 июля 1943 года принимает в ней участие, действуя по вражеским танковым частям, в том числе, в районе Прохоровки. С августа 1943 года поддерживает с воздуха советские части в ходе Белгородско-Харьковской операции, принимает участие в отражение контрудара вражеский войск под Ахтыркой. С середины сентября 1943 года действует над Днепром, обеспечивая захват и удержание плацдармов, с ноября 1943 обеспечивает проведение Киевской наступательной операции и последующей Киевской оборонительной операции, в частности уничтожает вражеские войска в районе Житомира, Радомышля
В феврале 1944 года принимает активное участие в  Корсунь-Шевченковской операции, действуя по окружённым в котле войскам, в частности, в районе сёл Тарасовки, Шубенского, уничтожил воинский штаб и радиостанцию в самом Корсунь-Шевченковском. Одновременно полк поддерживал войска и в ходе Ровно-Луцкой операции. Продолжая поддерживать наступление советских войск на правобережной Украине, принимает участие в Проскуровско-Черновицкой операции, отличился при взятии Проскурова.
С июля 1944 года полк действует в районе Львова, обеспечивая продвижение советских войск в ходе Львовско-Сандомирской операции, а также форсирование Вислы, захват и удержание Сандомирского плацдарма
В сентябре 1944 года полк, в составе дивизии, был переброшен в Северную Трансильванию
В ходе Дебреценской операции и Будапештской операции оказывает поддержку с воздуха конно-механизированной группе генерала И.А.Плиева и другим войскам, участвовавшим в форсировании реки Тиса, во время боёв в районах городов Дебрецен и Ньиредьхаза, в уничтожении танков противника в районе Эстергома и в ликвидации группировки вражеских войск в Будапеште. Затем полк принимал участие в Балатонской операции поддерживал наземные войска при освобождении северо-западной части Венгрии и выходе на рубеж Комаром – озеро Балатон, Венской операции
С 25 марта по 5 мая 1945 года участвовал в Братиславско-Брновской наступательной операции, поддерживал войска при взятии Братиславы и Брно.
Последние вылеты в ходе войны полк сделал в районе Брно

## Подчинение
| Дата            | Фронт (округ)             | Армия               | Корпус                           | Дивизия                             | Примечания                             |
| --------------- | ------------------------- | ------------------- | -------------------------------- | ----------------------------------- | -------------------------------------- |
| 01.08.1941 года | Северный фронт            | 23-я армия          | -                                | 5-я смешанная авиационная дивизия   | -                                      |
| 01.09.1941 года | Ленинградский фронт       | 23-я армия          | -                                | 5-я смешанная авиационная дивизия   | -                                      |
| 01.10.1941 года | Ленинградский фронт       | 23-я армия          | -                                | 5-я смешанная авиационная дивизия   | -                                      |
| 01.11.1941 года | -                         | -                   | -                                | -                                   | точных данных нет, на переформировании |
| 01.12.1941 года | -                         | -                   | -                                | -                                   | точных данных нет, на переформировании |
| 01.01.1942 года | Приволжский военный округ | -                   | -                                | -                                   | -                                      |
| 01.02.1942 года | Приволжский военный округ | -                   | -                                | -                                   | -                                      |
| 01.03.1942 года | Приволжский военный округ | -                   | -                                | -                                   | -                                      |
| 01.04.1942 года | Приволжский военный округ | -                   | -                                | -                                   | -                                      |
| 01.05.1942 года | Приволжский военный округ | -                   | -                                | -                                   | -                                      |
| 01.06.1942 года | Приволжский военный округ | -                   | -                                | -                                   | -                                      |
| 01.07.1942 года | Калининский фронт         | 3-я воздушная армия | -                                | 264-я штурмовая авиационная дивизия | -                                      |
| 01.08.1942 года | Калининский фронт         | 3-я воздушная армия | -                                | 264-я штурмовая авиационная дивизия | -                                      |
| 01.09.1942 года | Калининский фронт         | 3-я воздушная армия | -                                | 264-я штурмовая авиационная дивизия | -                                      |
| 01.10.1942 года | Калининский фронт         | 3-я воздушная армия | -                                | 264-я штурмовая авиационная дивизия | -                                      |
| 01.11.1942 года | Калининский фронт         | 3-я воздушная армия | -                                | 264-я штурмовая авиационная дивизия | -                                      |
| 01.12.1942 года | Калининский фронт         | 3-я воздушная армия | 1-й штурмовой авиационный корпус | 264-я штурмовая авиационная дивизия | -                                      |
| 01.01.1943 года | Резерв Ставки ВГК         | -                   | -                                | 264-я штурмовая авиационная дивизия | -                                      |
| 01.02.1943 года | Резерв Ставки ВГК         | -                   | -                                | 264-я штурмовая авиационная дивизия | -                                      |
| 01.03.1943 года | Резерв Ставки ВГК         | -                   | 4-й смешанный авиационный корпус | 264-я штурмовая авиационная дивизия | -                                      |
| 01.04.1943 года | Резерв Ставки ВГК         | -                   | 4-й смешанный авиационный корпус | 264-я штурмовая авиационная дивизия | -                                      |
| 01.05.1943 года | Резерв Ставки ВГК         | -                   | 8-й смешанный авиационный корпус | 264-я штурмовая авиационная дивизия | -                                      |
| 01.06.1943 года | Резерв Ставки ВГК         | -                   | 8-й смешанный авиационный корпус | 264-я штурмовая авиационная дивизия | -                                      |
| 01.07.1943 года | Степной военный округ     | 5-я воздушная армия | 8-й смешанный авиационный корпус | 264-я штурмовая авиационная дивизия | -                                      |
| 01.08.1943 года | Воронежский фронт         | 2-я воздушная армия | 5-й штурмовой авиационный корпус | 264-я штурмовая авиационная дивизия | -                                      |
| 01.09.1943 года | Воронежский фронт         | 2-я воздушная армия | 5-й штурмовой авиационный корпус | 264-я штурмовая авиационная дивизия | -                                      |
| 01.10.1943 года | Воронежский фронт         | 2-я воздушная армия | 5-й штурмовой авиационный корпус | 264-я штурмовая авиационная дивизия | -                                      |
| 01.11.1943 года | 1-й Украинский фронт      | 2-я воздушная армия | 5-й штурмовой авиационный корпус | 264-я штурмовая авиационная дивизия | -                                      |
| 01.12.1943 года | 1-й Украинский фронт      | 2-я воздушная армия | 5-й штурмовой авиационный корпус | 264-я штурмовая авиационная дивизия | -                                      |
| 01.01.1944 года | 1-й Украинский фронт      | 2-я воздушная армия | 5-й штурмовой авиационный корпус | 264-я штурмовая авиационная дивизия | -                                      |
| 01.02.1944 года | 1-й Украинский фронт      | 2-я воздушная армия | 5-й штурмовой авиационный корпус | 264-я штурмовая авиационная дивизия | -                                      |
| 01.03.1944 года | 1-й Украинский фронт      | 2-я воздушная армия | 5-й штурмовой авиационный корпус | 264-я штурмовая авиационная дивизия | -                                      |
| 01.04.1944 года | 1-й Украинский фронт      | 2-я воздушная армия | 5-й штурмовой авиационный корпус | 264-я штурмовая авиационная дивизия | -                                      |
| 01.05.1944 года | 1-й Украинский фронт      | 2-я воздушная армия | 5-й штурмовой авиационный корпус | 264-я штурмовая авиационная дивизия | -                                      |
| 01.06.1944 года | 1-й Украинский фронт      | 2-я воздушная армия | 5-й штурмовой авиационный корпус | 264-я штурмовая авиационная дивизия | -                                      |
| 01.07.1944 года | 1-й Украинский фронт      | 2-я воздушная армия | 5-й штурмовой авиационный корпус | 264-я штурмовая авиационная дивизия | -                                      |
| 01.08.1944 года | 1-й Украинский фронт      | 8-я воздушная армия | 5-й штурмовой авиационный корпус | 264-я штурмовая авиационная дивизия | -                                      |
| 01.09.1944 года | 1-й Украинский фронт      | 2-я воздушная армия | 5-й штурмовой авиационный корпус | 264-я штурмовая авиационная дивизия | -                                      |
| 01.10.1944 года | 2-й Украинский фронт      | 5-я воздушная армия | 5-й штурмовой авиационный корпус | 264-я штурмовая авиационная дивизия | -                                      |
| 01.11.1944 года | 2-й Украинский фронт      | 5-я воздушная армия | 5-й штурмовой авиационный корпус | 264-я штурмовая авиационная дивизия | -                                      |
| 01.12.1944 года | 2-й Украинский фронт      | 5-я воздушная армия | 5-й штурмовой авиационный корпус | 264-я штурмовая авиационная дивизия | -                                      |
| 01.01.1945 года | 2-й Украинский фронт      | 5-я воздушная армия | 5-й штурмовой авиационный корпус | 264-я штурмовая авиационная дивизия | -                                      |
| 01.02.1945 года | 2-й Украинский фронт      | 5-я воздушная армия | 5-й штурмовой авиационный корпус | 264-я штурмовая авиационная дивизия | -                                      |
| 01.03.1945 года | 2-й Украинский фронт      | 5-я воздушная армия | 5-й штурмовой авиационный корпус | 264-я штурмовая авиационная дивизия | -                                      |
| 01.04.1945 года | 2-й Украинский фронт      | 5-я воздушная армия | 5-й штурмовой авиационный корпус | 264-я штурмовая авиационная дивизия | -                                      |
| 01.05.1945 года | 2-й Украинский фронт      | 5-я воздушная армия | 5-й штурмовой авиационный корпус | 264-я штурмовая авиационная дивизия | -                                      |

## Командиры
- Чубченков Кирилл Моисеевич, подполковник, март 1942 — август 1942
- Коряков, Василий Николаевич, майор, с марта 1944
- Безденежных Л.В., подполковник, с ноября 1944

## Награды и наименования
| Награда (наименование)                | Дата                                  | За что получена                                                       |
| ------------------------------------- | ------------------------------------- | --------------------------------------------------------------------- |
| Почётное наименование «Проскуровский» | Приказ ВГК № 78 от 3 апреля 1944 года | В ознаменование одержанной победы, за освобождение города Проскурова. |

## Отличившиеся воины полка
| Награда | Ф.И.О.                         | Должность                        | Звание            | Данные о вылетах | Дата награждения | Примечания                                |
| ------- | ------------------------------ | -------------------------------- | ----------------- | --- | ---------------- | ----------------------------------------- |
|         | Бесчастный, Сергей Арсентьевич | командир эскадрильи              | капитан           | к моменту представления 197 боевых вылета, 21 воздушных бой, сбил 2 самолёта противника, уничтожил на земле 10 танков, 45 автомашин, 16 орудий, 13 складов с горючим и боеприпасами, около 450 вражеских солдат и офицеров.                                                                          | 15.05.1946       | -                                         |
|         | Виноградов, Иван Никифорович   | командир эскадрильи              | капитан           | к моменту представления 102 боевых вылета | 04.02.1944       | -                                         |
|         | Гамаюн, Василий Илларионович   | старший лётчик                   | лейтенант         | к моменту представления 80 боевых вылетов | 13.04.1944       | погиб 01.09.1944, совершив огненный таран |
|         | Денисенко, Григорий Кириллович | штурман эскадрильи               | лейтенант         | к моменту представления 197 боевых вылетов, 26 воздушных боёв, сбил 3 самолёта противника, уничтожил на земле 20 самолётов, 47 танков, 122 автомашины, 3 железнодорожных эшелона, 4 артиллерийских батареи, 13 миномётов, 8 складов с горючим и боеприпасами, около 600 вражеских солдат и офицеров. | 15.05.1946       | -                                         |
|         | Жулов, Фёдор Егорович          | заместитель командира эскадрильи | младший лейтенант | к моменту представления 108 боевых вылетов, 7 сбитых в воздухе и 8 уничтоженных на земле самолётов, 36 танков, свыше 90 автомашин | 26.10.1944       | погиб 23.04.1944                          |
|         | Казаков, Анатолий Семёнович    | командир звена                   | старший лейтенант | к моменту представления 150 боевых вылетов, уничтожил 19 танков, свыше 80 автомашин | 15.05.1946       |                                           |
|         | Красилов, Алексей Павлович     | командир эскадрильи              | капитан           | к моменту представления 157 боевых вылетов, уничтожил 22 танка, 5 бронемашин, 2 железнодорожных состава, до 10 зенитных орудий, сбил 2 истребителя противника | 15.05.1946       | -                                         |
|         | Могильчак, Иван Лазаревич      | командир эскадрильи              | старший лейтенант | к моменту представления 94 боевых вылета, сбил 1 истребитель противника | 04.02.1944       | умер от ран 14.02.1945                    |
|         | Прощаев, Григорий Моисеевич    | командир эскадрильи              | старший лейтенант | к моменту представления 107 боевых вылетов | 26.10.1944.      |                                           |
|         | Шемендюк, Пётр Семёнович       | заместитель командира эскадрильи | старший лейтенант | к моменту представления 261 боевой вылет, в 40 воздушных боях лично сбил 13 и в группе 6 самолётов противника | 24.08.1943       | -                                         |

## Известные люди, связанные с полком
- Береговой, Георгий Тимофеевич, с 18 ноября 1942 по 25 марта 1943 командир звена в полку, впоследствии лётчик-космонавт.[1]